# Simon Kaushi
Simon Kaushi dit Kaodi Kaushi est un footballeur international zambien des années 1970.  

## Biographie
Il inscrit deux buts lors de la CAN 1974, contre la Côte d'Ivoire et le Zaïre.

## Palmarès
- Finaliste de la Coupe d'Afrique des nations 1974 avec l'équipe de Zambie

## Buts en sélection
| Buts en sélection de Simon Kaushi | Buts en sélection de Simon Kaushi | Buts en sélection de Simon Kaushi | Buts en sélection de Simon Kaushi | Buts en sélection de Simon Kaushi | Buts en sélection de Simon Kaushi | Buts en sélection de Simon Kaushi |
|                                   | Date                              | Lieu                              | Adversaire                        | Score                             | Résultat                          | Compétition                       |
| --------------------------------- | --------------------------------- | --------------------------------- | --------------------------------- | --------------------------------- | --------------------------------- | --------------------------------- |
| 1.                                | 2 mars 1974                       | El Mahalla (Égypte)               | Côte d'Ivoire                     | 1-0 (1 but à 2e)                  | 1-0                               | CAN 1974 (1er tour)               |
| 2.                                | 12 mars 1976                      | Le Caire (Égypte)                 | Zaïre                             | 1-0 (1 but à 40e)                 | 2-2                               | CAN 1974 (première finale)        |